# コリ・ガウフ
コリ・"ココ"・ガウフ（Cori "Coco" Gauff, 英語発音: /ˈkoʊˌkoʊ ˈgɔːf/; 2004年3月13日 - ）は、アメリカ合衆国・ジョージア州アトランタ出身の女子プロテニス選手。これまでにWTAツアーでシングルス10勝、ダブルス10勝を挙げている。WTAランキング自己最高位はシングルス2位。ダブルス1位。身長175cm、右利き、バックハンド・ストロークは両手打ち。
本名はCoriだが、父親でありコーチのCoreyと同じ発音であるため、愛称のココ（Coco）が多く使われる。
史上最年少でウィンブルドン選手権の予選からの本戦入りした。シングルスでは、2023年全米オープン、2025年全仏オープン優勝。2024年WTAファイナルズ優勝。ダブルスでは、2024年全仏オープン優勝。

## 生い立ち
ガウフはジョージア州アトランタで生まれ育った。4歳のときに見た2009年全豪オープン女子シングルス決勝でテニスに興味を持ち始め、7歳から本格的にテニスを始めた。故にアイドルはウィリアムズ姉妹。その後テニスの環境が整っているフロリダ州デルレイビーチに移住。父親のコーリーはジョージア大学でバスケットボール選手、母親のキャンディはフロリダ大学で陸上選手で、コーリーは2019年現在もコリのヘッドコーチを務めている。
2018年10月にニューバランスとスポンサー契約を締結した。また、2019年3月にはイタリア最大の食品会社であるバリラともスポンサー契約を締結した。

## 選手経歴

### 2018年 プロ転向
2018年5月、フロリダ州オスプレイで行われたITF女子サーキット2.5万ドルの大会でITFデビューし、同大会でプロ初勝利。2018年全仏オープンジュニアのシングルスの決勝でキャティ・マクナリーを2-1で破り、史上2番目の若さ、14歳でジュニアグランドスラム初優勝。2018年全米オープンジュニアのダブルスではキャティ・マクナリーとペアを組み、決勝でヘイリー・バプティスト，ダレイナ・ヒューイットペアを破り優勝。2018年オレンジボウルの18歳以下の部で優勝。

### 2019年 ツアー初優勝

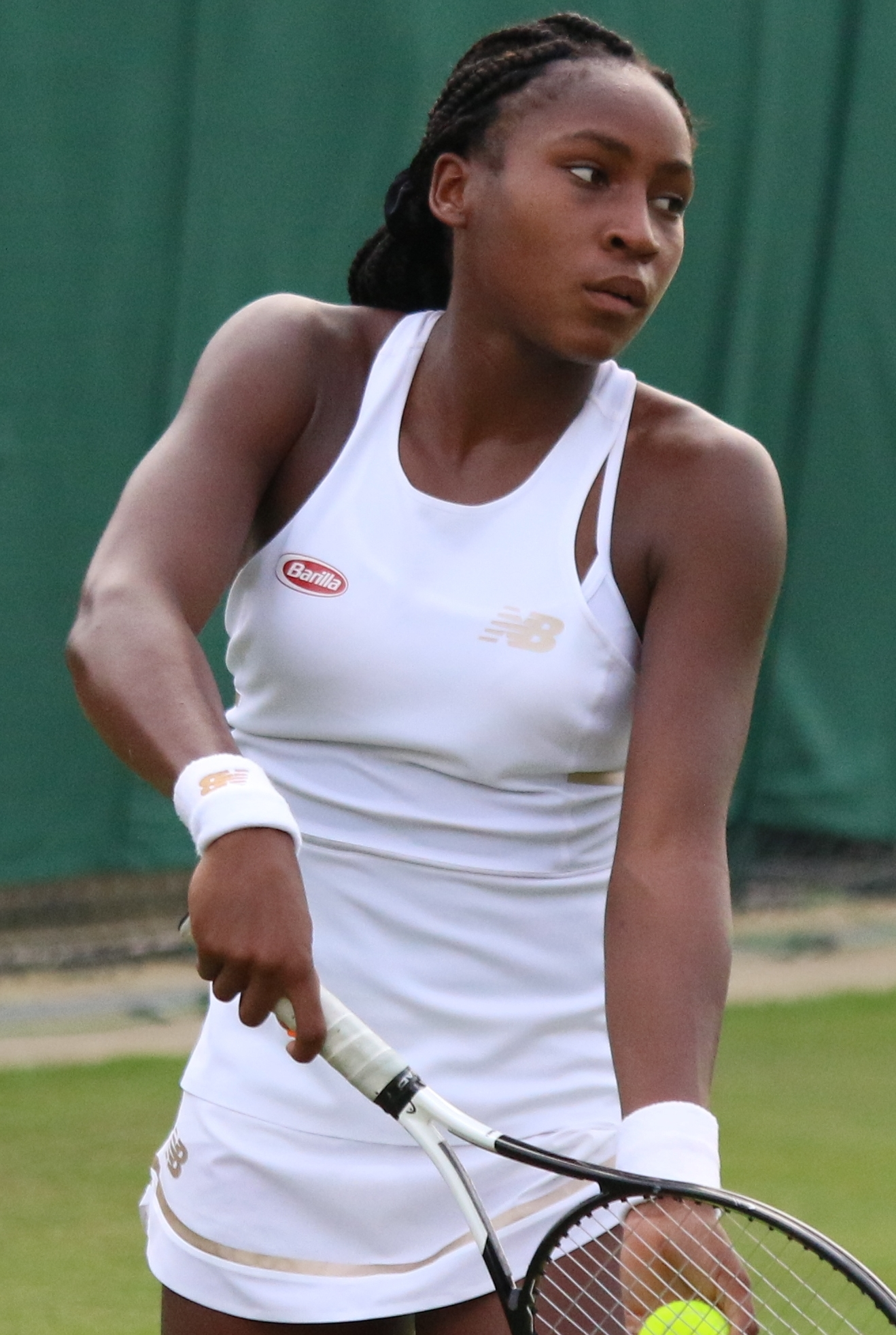
2019年ウィンブルドン選手権予選でのコリ・ガウフ

2019年2月、サプライズで行われたITF2.5万ドルの大会のダブルスでペイジー・フーリガンとペアを組み、ITF初優勝。3月のマイアミ・オープンでWTAデビューを果たし、1回戦のケイティ・マクナリーを破り初勝利もした。7月にはウィンブルドンのシングルス予選で3連勝し、ウィンブルドンではオープン化後史上最年少となる15歳3ヵ月で予選から本戦入りを果たした。1回戦のヴィーナス・ウィリアムズをストレートで破る金星を挙げグランドスラム初白星。その後も勝ち、4回戦まで進んだ。4回戦ではシモナ・ハレプ相手に敗れた。この活躍により一躍、注目若手選手となった。
シティ・オープンでは、シングルスは予選2試合を勝ち上がったが、本戦1回戦でザリナ・ディアスに敗れた。一方ダブルスでは、2018年全米オープンジュニアで優勝した時のパートナーである、キャティ・マクナリーとペアを組みワイルドカードで出場。勝ち進み、決勝ではファニ・ストラー／マリア・サンチェス組を6-２, 6-2で下してWTA初優勝を飾った。
全米オープンはワイルドカードで出場し、同大会初白星をあげた。3回戦で前年覇者の大坂なおみに敗れた。ラッキールーザーとして出場したオーストリア・レディース・リンツでは、第1シードのキキ・ベルテンスらを下して初の決勝進出。決勝でエレナ・オスタペンコに6-3, 1-6, 6-2で勝利し、15歳にしてツアー初優勝を果たした。2004年以降で最年少のWTA大会覇者となった。大会終了後の世界ランキングで71位になりトップ100入りを果たした。BGLルクセンブルク・オープンでダブルス2勝目を挙げた。

### 2020年 トップ50入り
初出場の全豪オープンでは3回戦で前年優勝の大坂なおみを破り、4回戦まで進出した。4回戦で本大会優勝したソフィア・ケニンに 7-6(5), 3-6, 0-6で敗れた。ダブルスではベスト8に進出した。その後、新型コロナウイルス感染症の流行で3月よりツアーが中断。２月24日付けのランキングで49位になり、トップ50入りした。15歳の選手がトップ50に入ったのは、セシル・カラタンチェワ以来15年ぶりのことであった。再開後のトップシード・オープンでベスト4入り。全仏オープンに初出場初勝利。

### 2021年 全米ダブルス準優勝
アデレード国際でベスト4入り。BNLイタリア国際でもベスト4。続くエミリア・ロマーニャ・オープンでは決勝でワン・チャンを下し、大会の初代女王となった。また、ダブルスでも優勝し、単複二冠となった。全仏オープンではベスト8に進出し、テニス協議でアメリカ史上2番目の若さとなる東京五輪代表内定も決めた。ウィンブルドン選手権は4回戦進出。しかし、東京オリンピックは新型コロナウイルス感染症検査で陽性になったため、欠場することになった。8月初旬のナショナル・バンク・オープンにて復帰し、ベスト８。全米オープン女子ダブルスでは、大1シードのエリーズ・メルテンス/謝淑薇組も含めて1セットも落とさずベスト4入り。準決勝は相手の途中棄権で決勝に進出したが、サマンサ・ストーサー/張帥組に阻まれた。この年は単複ともにトップ20入りした。

### 2022年 ダブルス1位
アデレード国際2でベスト4入りしたが、全豪オープンはノーシードの王薔相手に初戦敗退。カタール・トータル・オープンでベスト8。この年多く組んだジェシカ・ペグラとのダブルスでは第2・3シードを破り、初のWTA1000優勝を果たした。ダブルスはマイアミ・オープンでベスト4、ポルシェ・テニス・グランプリで準優勝になった。
全仏オープン、シングルスは1セットも落とすことなく自身初のGS決勝進出。しかし、決勝では34連勝中の世界1位イガ・シフィオンテクを止めることができず、1-6, 3-6で完敗した。ペグラとのダブルスでも決勝進出したが、キャロリン・ガルシア/クリスティナ・ムラデノビッチ組に逆転負けし、こちらも準優勝に留まった。これにより、ダブルスでトップ10入り。
その後、シングルスではナショナル・バンク・オープンと全米オープンでベスト8になると、9月12日付けの世界ランキングで8位となり、初のトップ10入り。さらに2大会連続で8強の結果を残し、4位まで順位を上げた。WTAファイナルズに初出場したが、全敗に終わった。ダブルスでは、ナショナル・バンク・オープンで2回目のWTA1000を優勝したことで、8月15日に世界ランキング1位となった。18歳154日でのダブルス1位到達は、1998年のマルチナ・ヒンギス（17歳251日）に次いで史上2番目の年少記録であった。サンディエゴ・オープンにも勝利し、こちらもWTAファイナルズに初出場したが全敗でRR敗退した。

### 2023年 GS初制覇・全米優勝
年始のASBクラシックを全ストレート勝ちで優勝した。全豪オープンは4回戦。全仏オープンはベスト8。ウィンブルドン選手権は1回戦敗退。シティ・オープンにおいて、マリア・サッカリを降しWTA500初優勝。さらに、ウエスタン・アンド・サザン・オープンでは、準決勝で世界ランク1位のイガ・シフィオンテクを破った後、決勝でカロリナ・ムホバに6–3, 6–4で勝利して、WTA1000初優勝。迎えた全米オープン、ムホバを降して決勝に進出すると、世界ランク1位が確定しているアリーナ・サバレンカを2-6, 6-3, 6-2で破り、自身初のグランドスラム初優勝を遂げた。米国選手が10代で全米を制するのは、1999年のセリーナ・ウィリアムズ以来のことであった。
ダブルスでは、全豪オープンをベスト4。マイアミ・オープンで優勝。ムチュア・マドリード・オープンとBNLイタリア国際で2週連続準優勝。全仏オープンはベスト4だった。シングルスとダブルスの両方で2年連続のWTAファイナルズに出場した。

### 2024年 WTAファイナル優勝・全仏複初優勝
2024年全仏オープンでは、開幕前に急遽結成したカテリーナ・シニアコバとダブルスに出場し、決勝でサラ・エラーニ/ジャスミン・パオリーニ組を7-6(5), 6-3で破り、自身初となるグランドスラムダブルス優勝を果たした。前週のイタリア国際決勝では同ペアに敗れており、最高の雪辱となった。シングルスはベスト4入りし、大会後にはシングルスで自身最高の世界ランキング2位に達した。
2024年パリオリンピックに出場。同年7月26日に行われた開会式ではアメリカ選手団の旗手を務めた。9月の中国オープンで優勝。WTAファイナルズでは2勝1敗でラウンドロビンを通過すると、準決勝で世界1位のサバレンカを破り決勝に進出。決勝ではパリ五輪金メダリストの鄭欽文を3-6, 6-4, 7-6(2)で降し、大会初優勝を果たした。

### 2025年 全仏単優勝
年末年始のユナイテッド・カップに米国代表として出場、単複7試合で全勝する獅子奮迅の活躍でチームの優勝に貢献し、大会MVPに輝いた。全豪オープンはベスト8。クレーシーズン、ムチュア・マドリード・オープンとイタリア国際においてはともに準優勝という惜しい結果に終わった。全仏オープンでは順当に勝ち進むと、決勝でサバレンカに対し6-7(5), 6-2, 6-4の逆転勝ちを収め、全仏で初優勝を飾った。

## WTAツアー決勝進出結果

### シングルス: 13回 (10勝3敗)
| 大会グレード                  |
| ----------------------------- |
| グランドスラム (2–1)          |
| WTAファイナルズ (1–0)         |
| WTA1000トーナメント (2–2)     |
| WTAエリート・トロフィー (0–0) |
| WTA500トーナメント (1–0)      |
| WTA250トーナメント (4–0)      |

| 結果   | No. | 決勝日         | 大会           | サーフェス    | 対戦相手               | スコア             |
| ------ | --- | -------------- | -------------- | ------------- | ---------------------- | ------------------ |
| 優勝   | 1.  | 2019年10月13日 | リンツ         | ハード (室内) | エレナ・オスタペンコ   | 6-3, 1-6, 6-2      |
| 優勝   | 2.  | 2021年5月22日  | パルマ         | クレー        | 王薔                   | 6-1, 6-3           |
| 準優勝 | 1.  | 2022年6月4日   | 全仏オープン   | クレー        | イガ・シフィオンテク   | 1-6, 3-6           |
| 優勝   | 3.  | 2023年1月8日   | オークランド   | ハード        | レベッカ・マサロバ     | 6-1, 6-1           |
| 優勝   | 4.  | 2023年8月6日   | ワシントンD.C. | ハード        | マリア・サッカリ       | 6-2, 6-3           |
| 優勝   | 5.  | 2023年8月20日  | シンシナティ   | ハード        | カロリナ・ムホバ       | 6-3, 6-4           |
| 優勝   | 6.  | 2023年9月9日   | 全米オープン   | ハード        | アリーナ・サバレンカ   | 2-6, 6-3, 6-2      |
| 優勝   | 7.  | 2024年1月7日   | オークランド   | ハード        | エリナ・スビトリナ     | 6-7(4-7), 6-3, 6-3 |
| 優勝   | 8.  | 2024年10月6日  | 北京           | ハード        | カロリナ・ムホバ       | 6-1, 6-3           |
| 優勝   | 9.  | 2024年11月9日  | リヤド         | ハード (室内) | 鄭欽文                 | 3-6, 6-4, 7-6(7-2) |
| 準優勝 | 2.  | 2025年5月4日   | マドリード     | クレー        | アリーナ・サバレンカ   | 3-6, 6-7(3-7)      |
| 準優勝 | 3.  | 2025年5月18日  | ローマ         | クレー        | ジャスミン・パオリーニ | 4-6, 2-6           |
| 優勝   | 10. | 2025年6月7日   | 全仏オープン   | クレー        | アリーナ・サバレンカ   | 6-7(5-7), 6-2, 6-4 |

### ダブルス: 16回 (10勝6敗)
| 大会グレード                  |
| ----------------------------- |
| グランドスラム (1–2)          |
| WTAファイナルズ (0–0)         |
| WTA1000トーナメント (4–3)     |
| WTAエリート・トロフィー (0–0) |
| WTA500トーナメント (2–1)      |
| WTA250トーナメント (3–0)      |

| 結果   | No. | 決勝日         | 大会               | サーフェス    | パートナー               | 対戦相手                                            | スコア                |
| ------ | --- | -------------- | ------------------ | ------------- | ------------------------ | --------------------------------------------------- | --------------------- |
| 優勝   | 1.  | 2019年8月4日   | ワシントンD.C.     | ハード        | キャティ・マクナリー     | マリア・サンチェス ファニー・ストラー               | 6-2, 6-2              |
| 優勝   | 2.  | 2019年10月20日 | ルクセンブルク     | ハード (室内) | キャティ・マクナリー     | ケイトリン・クリスチャン アレクサ・グアラチ         | 6-2, 6-2              |
| 優勝   | 3.  | 2021年5月23日  | パルマ             | クレー        | キャティ・マクナリー     | ダリヤ・ユラク アンドレア・クレパック               | 6-3, 6-2              |
| 準優勝 | 1.  | 2021年9月6日   | 全米オープン       | ハード        | キャティ・マクナリー     | サマンサ・ストーサー 張帥                           | 3-6, 6-3, 3-6         |
| 優勝   | 4.  | 2022年2月26日  | ドーハ             | ハード        | ジェシカ・ペグラ         | エリーズ・メルテンス ベロニカ・クデルメトバ         | 3-6, 7-5, 10-5        |
| 準優勝 | 2.  | 2022年4月24日  | シュトゥットガルト | クレー (室内) | 張帥                     | デミ・スゥース デシラエ・クラウチェク               | 3-6, 4-6              |
| 準優勝 | 3.  | 2022年6月5日   | 全仏オープン       | クレー        | ジェシカ・ペグラ         | キャロリン・ガルシア クリスティナ・ムラデノビッチ   | 6-2, 3-6, 2-6         |
| 優勝   | 5.  | 2022年8月15日  | トロント           | ハード        | ジェシカ・ペグラ         | ニコール・メリチャー エレン・ペレス                 | 6-4, 6–7(5-7), [10-5] |
| 優勝   | 6.  | 2022年10月17日 | サンディエゴ       | ハード        | ジェシカ・ペグラ         | ガブリエラ・ダブロウスキー ジュリアーナ・オルモス   | 1-6, 7-5, [10-4]      |
| 優勝   | 7.  | 2023年2月18日  | ドーハ             | ハード        | ジェシカ・ペグラ         | リュドミラ・キチェノク エレナ・オスタペンコ         | 6-4, 2-6, [10-7]      |
| 優勝   | 8.  | 2023年4月3日   | マイアミ           | ハード        | ジェシカ・ペグラ         | レイラ・フェルナンデス テイラー・タウンゼント       | 7-6(8-6), 6-2         |
| 準優勝 | 4.  | 2023年5月7日   | マドリード         | クレー        | ジェシカ・ペグラ         | ビクトリア・アザレンカ ベアトリス・ハダッド・マイア | 1-6, 4-6              |
| 準優勝 | 5.  | 2023年5月21日  | ローマ             | クレー        | ジェシカ・ペグラ         | ストーム・ハンター エリーズ・メルテンス             | 4-6, 4-6              |
| 準優勝 | 6.  | 2024年5月19日  | ローマ             | クレー        | エリン・ラウトリフ       | サラ・エラニ ジャスミン・パオリーニ                 | 3-6, 6-4, [8-10]      |
| 優勝   | 9.  | 2024年6月9日   | 全仏オープン       | クレー        | カテリナ・シニャコバ     | サラ・エラニ ジャスミン・パオリーニ                 | 7-6(7-5), 6-3         |
| 優勝   | 10. | 2025年8月7日   | モントリオール     | ハード        | マッカートニー・ケスラー | テイラー・タウンゼント 張帥                         | 6-4, 1–6, [13-11]     |

## 4大大会シングルス成績
略語の説明
| W | F | SF | QF | #R | RR | Q# | LQ | A | Z# | PO | G | S | B | NMS | P | NH |

W=優勝, F=準優勝, SF=ベスト4, QF=ベスト8, #R=#回戦敗退, RR=ラウンドロビン敗退, Q#=予選#回戦敗退, LQ=予選敗退, A=大会不参加, Z#=デビスカップ/BJKカップ地域ゾーン, PO=デビスカップ/BJKカッププレーオフ, G=オリンピック金メダル, S=オリンピック銀メダル, B=オリンピック銅メダル, NMS=マスターズシリーズから降格, P=開催延期, NH=開催なし.
| 大会           | 2018 | 2019 | 2020 | 2021 | 2022 | 2023 | 2024 | 2025 | 通算成績 |
| -------------- | ---- | ---- | ---- | ---- | ---- | ---- | ---- | ---- | -------- |
| 全豪オープン   | A    | A    | 4R   | 2R   | 1R   | 4R   | SF   | QF   | 16–6     |
| 全仏オープン   | A    | LQ   | 2R   | QF   | F    | QF   | SF   | W    | 27–5     |
| ウィンブルドン | A    | 4R   | NH   | 4R   | 3R   | 1R   | 4R   | 1R   | 11–6     |
| 全米オープン   | LQ   | 3R   | 2R   | 2R   | QF   | W    | 4R   |      | 17–5     |